# Vpon
Vpon JAPAN株式会社（ブイポン ジャパン）は、東京都渋谷区に本社を置く企業。クールジャパンDXカンパニー。

## 概要
マーケティングソリューション事業社。クールジャパンDXカンパニーとして独自のAI技術・データソリューション、広告プラットフォームの運営事業など。Vpon JAPANは東京本社、大阪支社、沖縄支社、北海道支社の4拠点。
Vpon Holdingsとしては台湾、香港、深圳、シンガポール、タイ、東京、大阪、沖縄、北海道の9拠点。加盟団体として、大阪観光局オフィシャルゴールドパートナー、JIAA（日本インタラクティブ広告協会）、データ社会推進協議会、地方創生パートナーズネットワーク、日本政府観光局(JNTO)、四国ツーリズム創造機構、岐阜県観光連盟、沖縄ITイノベーション戦略センター(ISCO)、ひょうご観光本部、どさんこしまんちゅプロジェクト、ジャパンショッピングツーリズム協会(JSTO)、元気な日本をつくる会 他

## 主な沿革
- 2008年4月 Vpon Big Data Groupとして台北に初のオフィスを開設
- 2010年8月 上海にオフィスを開設し、初のLBSモバイルアドネットワークを開発（※1）
- 2011年6月 シリーズAで700万ドルの資金調達（※2）
- 2014年7月 シリーズBで1,000万ドルの資金調達（※3）
- 2014年8月 東京に日本オフィス（Vpon JAPAN本社）を開設
- 2015年3月 フォーブス中国の非上場有望企業100のトップ3に選出（※4）
- 2015年10月 香港オフィス開設
- 2017年11月 シンガポールオフィス開設
- 2018年4月 大阪オフィス開設（Vpon JAPAN大阪支社）
- 2018年8月 日本政府観光局とのパートナーシップを締結（※5）
- 2019年4月 バンコクオフィスを開設
- 2020年6月 ジェイアール東日本企画とのパートナーシップを締結（※6）
- 2020年7月 元台湾国家発展委員会大臣の陳美齢氏がビジネスアドバイザーに就任
- 2020年9月 シリーズCで4000万ドル（約42億円）相当の資金調達（※7）
- 2021年8月 沖縄オフィスを開設（※8）
- 2022年8月 クールジャパンデータ＆デジマケまつり実行委員会を立ち上げる
- 2022年9月 「クールジャパンデータ＆デジマケアワード」を初開催（※９）
- 2022年11月「クールジャパンデータ＆デジマケまつり」を初開催（※10）
- 2023年1月 東京本社をJR新宿ミライナタワー18Fに移転(※11)
- 2023年1月 「内閣府 クールジャパン官民連携プラットフォーム」へ加盟(※12)
- 2023年4月 AI広告作成システム「InVnity」をリリース(※13)
- 2023年5月 大阪観光局とのゴールドパートナーシップを締結(※14)
- 2023年6月 大阪観光局 新観光アプリ「DISCOVER OSAKA」と連携(※15)
- 2023年8月 小田急電鉄が展開する「ウェルビーイング・コンソーシアム」へ参画(※16)
- 2023年8月 博報堂DYホールディングスとの共同研究契約を締結(※17)
- 2023年9月 第二回「クールジャパンデータ&デジマケアワード」を開催(※18)
- 2023年10月 第二回「クールジャパンDXサミット」を開催 (旧：クールジャパンデータ&デジマケまつり)(※19)
- 2023年12月 Funlidayと広告メニューを共同開発(※20)
- 2024年3月 「クールジャパンDXサミットONLINE」開設
- 2024年6月 「クールジャパンDX サミットOKINAWA」を開催（※21）
- 2024年7月 北海道オフィス開設（Vpon JAPAN北海道支社）
- 2024年8月 第三回「クールジャパンDXアワード」を開催 (旧：クールジャパンデータ&デジマケアワード)（※22）
- 2024年8月 大阪観光DMP無償版の公開を支援（※23）
- 2024年8月 「クールジャパンDXサミットHOKKAIDO」を開催（※24）
- 2024年9月 りゅうぎん総合研究所と、共同レポート「沖縄県内における台湾からの入域客の動向」を発表（※25）
- 2024年9月 よみうりランドのインバウンド戦略強化を支援（※26）
- 2024年10月 日本最大級の旅ナカのインバウンドPRメディア「おもチャンネル・インバウンド」と連携（※27）
- 2024年11月 台湾レシートデータを活用した飲食料品メーカー・小売店向けマーケティング支援サービスを開始（※28）
- 2024年11月 映画館動画広告代理店「株式会社シネブリッジ」とシネアド＋デジタル広告パッケージの共同サービスを開始（※29）
- 2024年12月 第三回「クールジャパンDXサミット」を開催（旧：クールジャパンデータ&デジマケまつり)（※30）
- 2024年12月 ジオ・ガストロノミー社と戦略的提携で「Geo Box」事業を共同開発（※31）
- 2025年3月 Vpon Holdings、新たな資金調達ラウンドを完了（※32）

## 主なリリース
- 2018年
  - 9月 - 日本政府観光局（JNTO）に対して、Vpon旅行者データおよびBIツールの提供
  - 12月 - 大阪観光局のDMP構築を開始
- 2019年
  - 5月 - 岩手県八幡平DMOに動向分析、ペルソナ分析を提供
  - 6月 - 北海道、大雪カムイミンタラ観光圏を来訪する訪日旅行客の新たな人物像を発見
  - 8月 - 設立５周年記念イベント「インバウンドデータサミット」を表参道にて開催
  - 10月 - インアウトバウンド仙台・松島に向けて、来訪するアジア旅行者データ分析サービスを提供開始
  - 11月 - 沖縄観光コンベンションビューローに向けて、石垣島と宮古島に訪問する台湾人観光客の分析を開始
  - 12月 - 横浜市立大学とデータサイエンス分野で産学連携の協定を締結
- 2020年
  - 1月 - 福井県勝山市とその周辺地域を来訪した訪日旅行者の実態を明らかに
  - 1月 - 広告効果測定、Vponブランドリフトの提供開始
  - 5月 - ジェイアール東日本企画と観光地デジタルマーケティング施策において業務提携を開始
  - 6月 - 広告接触経由で日本に訪問した訪日外国人を地図上にプロットすることが可能な訪日検証マップの提供開始
  - 6月 - 在日外国人をターゲットに広告配信を行う「在日外国人向け広告」の提供を開始
  - 9月 - クールジャパン機構、BEENOSなど新規投資家による資本参加（総額 42 億円相当）となるシリーズCラウンドを実施
  - 10月 - BEENOSとのクロスボーダー分野における共同デジタルソリューションを提供開始
  - 11月 - 国内外観光に特化した観光DMP Lightの提供開始
  - 12月 - 観光メディア経由（MATCHA、ラーチーゴーなど）で日本に来訪した旅行者を可視化する訪日検証メディアプロモーションの提供開始

- 2021年
  - 3月 - 環境省と国立公園オフィシャルパートナーシップを締結
  - 4月 - JIAA（日本インタラクティブ広告協会）に加盟
  - 4月 - 四国の12観光地調査から台湾人・香港人の旅行深層ニーズとして、 開放感・森林感・ハード感・稀少感の4要素に分類
  - 6月 - オルタナティブデータ推進協議会に加盟
  - 9月 - 事例公開 高速バス WILLER EXPRESSの動画プロモーションによるサービス認知向上
  - 9月 - 事例公開 萩市観光協会の動画プロモーションによる観光地訪問意向の向上
  - 10月 - グローバルデータマーケットプレイスWeeをリリース
- 2022年
  - 4月 - LBMA Japan（Location Based Marketing Association）に加盟
  - 9月 - クールジャパンデータ＆デジマケアワードを初開催のお知らせ
  - 9月 - ツーリズムEXPOジャパンに初出展のお知らせ
  - 10月 - 台湾のインフルエンサーを登壇者に迎えたコスメトレンドウェビナーを緊急開催
  - 10月 - 株式会社ジェイアール東日本企画と地域・自治体向けに「jeki」クラウドDMPの提供を開始
  - 10月 - Take Me株式会社とデータソリューションにおける業務提携開始
  - 11月 - クールジャパンデータ＆デジマケまつりのオープニングトークに中田英寿氏登壇決定
  - 11月 - クールジャパンデータ＆デジマケアワードのファイナリスト決定
  - 12月 - Vpon JAPAN インバウンドソリューション リニューアル
  - 12月 - 12/26〜1/9 西武渋谷店での日本酒ポップアップストアを企画
- 2023年
  - 1月 - データビークルと大阪観光局の観光DXを共同支援
  - 3月 - 訪日メディアプロモーションを更新
  - 7月 - TakeMe株式会社と梅田商業施設へ訪日旅行者を誘客開始
  - 8月 - クールジャパンデータ&デジマケアワード豪華審査員が決定
  - 9月 - 株式会社MATCHAが運営する「インバウンドサミット2023」と「クールジャパンDXサミット」が連携
  - 9月 - クールジャパンDXサミットのオープニングトークに星野リゾート代表 星野佳路氏登壇決定
  - 9月 - クールジャパンデータ&デジマケアワードファイナリス3社決定。そして500万円相当の豪華副賞を公開
  - 10月 - クールジャパンDXサミットの申込者数が2,500人を突破
  - 11月 - クールジャパン戦国時代を生き抜く「クールジャパンDXソリューションセミナー」を開催
  - 12月 - 日本政府観光局、大阪観光局、MUIC Kansai共催セミナー「インバウンド最新動向と地方誘客戦略セミナー」を開催
- 2024年
  - 1月 - Vpon独自調査レポート千葉県（成田空港利用）の台湾観光客動態調査
  - 2月 - 第40回 2024年2月度JiF観光立国実践会オープンセミナー開催
  - 3月 - オンライン特別対談クールジャパンDXサミット2024 グローバルブランドへの挑戦 〜獺祭の世界観に迫る〜
  - 4月 - Vpon JAPANが提供する大阪観光局データマネジメントプラットフォームに観光庁の個票データの取り込みが決定
  - 5月 - オンライン特別対クールジャパンDXサミット2024 新規参入求む！日本全体で創るクールジャパン50兆円市場 〜稼ぎ頭インバウンドは高付加価値化で富裕層を魅了する〜
  - 6月 - オンライン特別対談真のデスティネーションマーケティングで世界水準のDMOへ ～体制、人材、財源…インバウンド獲得の司令塔へ待ったなしの変革を～
  - 6月 - オーストリア大使館商務部主催：世界を魅了する『クールジャパン！』〜戦略と成功の秘訣〜 篠原好孝が登壇
  - 6月 - 【イベントレポート】「クールジャパンDXサミット2024 OKINAWA」が終幕
  - 6月 - 【ウェビナー開催】トップノコトバ×クールジャパンDXサミットONLINEで星野リゾート代表 星野 佳路氏が講演
  - 7月 - 【セミナー開催】データドリブンセミナー 県内事例でわかる！『顧客を知る』ためのデータ活用
  - 8月 - 第3「クールジャパンDXアワード2024」エントリーを開始
  - 8月 - 大阪観光DMP無償版の公開を支援
  - 9月 - 【イベントレポート】「クールジャパンDXサミット2024 HOKKAIDO」が閉幕
  - 9月 - りゅうぎん総合研究所と、共同レポート「沖縄県内における台湾からの入域客の動向」を発表
  - 9月 - よみうりランドのインバウンド戦略強化に向けて支援
  - 10月 - 日本最大級の旅ナカのインバウンドPRメディア『おもチャンネル・インバウンド』と連携し、インバウンド広告効果の可視化サービスを開始
  - 10月 - 【共催ウェビナー開催】行動データから読み解く！最新インバウンド観光
  - 11月 - 台湾レシートデータを活用した飲食料品メーカー・小売店向けマーケティング支援サービスを新発表
  - 11月 - 400万人の“旅マエ”訪日台湾観光客に効果的にリーチする映画館動画広告とデジタル広告を融合した共同企画
  - 11月 -「クールジャパンDXアワード2024」ファイナリスト3社が決定
  - 12月 - 【申込者数1,000人突破！】クールジャパンDXサミット2024 プログラムを発表
  - 12月 - 【イベントレポート】クールジャパンDXサミット2024開催レポート
  - 12月 - 【イベントレポート】クールジャパンDXアワード2024、最優秀賞が決定
  - 12月 - 【イベントレポート】クールジャパンDXサミット2024協賛企業・団体ブース＆アフターパーティーレポート
  - 12月 - ジオ・ガストロノミー社と戦略的提携で「Geo Box」事業を共同開発
- 2025年
  - 2月 - Vpon JAPAN、協賛として参画決定。泉佐野フィルムフェス、エンタメ発信の新たな聖地へ！
  - 3月 - Vpon Holdings、新たな資金調達ラウンドを完了